# Gelasma immacularia
Gelasma immacularia är en fjärilsart som beskrevs av Fabricius 1794. Gelasma immacularia ingår i släktet Gelasma och familjen mätare. Inga underarter finns listade i Catalogue of Life.